# Arenarock

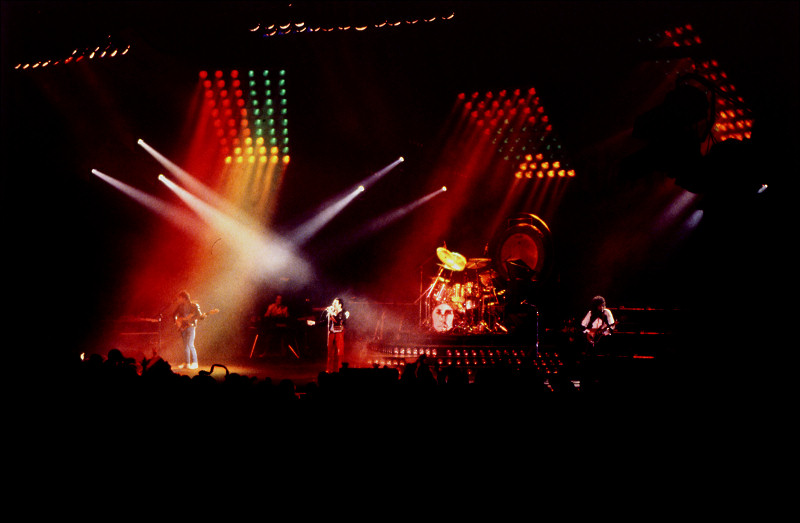
Queen live i Drammen 12 april 1982.

Arenarock, stadionrock, corporate rock, är en svagt definierad inriktning inom rockmusik som oftast är medeltung hårdrock, ibland heavy metal. Glam metal brukar också räknas in, då många arenarockstationer också brukar spela glam metal. Namnet kommer av de pop- och rockkonserter som hållits på sportanläggningar. Enkel rytm, akustisk gitarr, elgitarr och keyboards är berömda instrumentljud, och sångstilen är lik den som brukar användas i vanlig pop snarare än i hårdrock eller metal. Populariteten var stor från slutet av 1970-talet och under 1980-talet, då hårdrock och heavy metal nådde popularitet. Inom arenarock blev musiken mer "kommersiellt orienterad och radiovänlig", med slät produktion och hymnliknande refränger, både i hårdrocksnumren och de genomgripande powerballaderna.

## Arenarock
- Boston
- Foreigner
- Journey[2]
- Styx
- Toto
- REO Speedwagon
- Queen
- Bay City Rollers[3]